# 13669 Swammerdam
13669 Swammerdam eller 1997 JS14 är en asteroid i huvudbältet som upptäcktes den 3 maj 1997 av den belgiske astronomen Eric W. Elst vid La Silla-observatoriet. Den är uppkallad efter zoologen Jan Swammerdam.
Asteroiden har en diameter på ungefär 2 kilometer